# Ilva Savona
Ilva Savona (wł. Dopolavoro Aziendale Ilva) – włoski klub piłkarski, mający siedzibę w mieście Savona, w północno-zachodniej części kraju, działający w latach 1932–1943.

## Historia
Chronologia nazw:
- 1932: Dopolavoro Aziendale Ilva
- 1943: klub rozwiązano

Klub sportowy DA Ilva został założony w miejscowości Imperia w 1932 roku. Zespół w sezonie 1932/33 debiutował w regionalnych mistrzostwach Seconda Categoria organizowanych przez ULIC, przegrywając 0:2 w finale rozgrywek z Bar Cazzola Sampierdarena. Klub dołączył do FIGC i w sezonie 1933/34 debiutował w rozgrywkach Terza Divisione Ligure (D5), zajmując trzecie miejsce w grupie B. W 1935 awansował do Seconda Divisione Ligure. W sezonie 1935/36 jako trzeci poziom została wprowadzona Serie C, a poziom Seconda Divisione został zdegradowany do piątego stopnia. W 1936 zespół otrzymał promocję do Prima Divisione. Po zakończeniu sezonu 1936/37, w którym zajął 9.miejsce w grupie Liguria Prima Divisione został zdegradowany do Seconda Divisione Ligure. W 1937 zwyciężył w liguryjskiej grupie drugiej dywizji i wrócił do Prima Divisione. W sezonie 1939/40 został mistrzem Prima Divisione Ligure i zdobył awans do Serie C, ale po roku spadł z powrotem do Prima Divisione. W 1943 roku na terenie Włoch rozpoczęto działania wojenne II wojny światowej, wskutek czego mistrzostwa 1943/44 zostały odwołane, a klub już nigdy nie wznowił działalności.

## Barwy klubowe, strój
|  |  |

Klub ma barwy czarno-zielone. Zawodnicy domowe spotkania zazwyczaj grają w pasiastych pionowo czarno-zielonych koszulkach, czarnych spodenkach oraz czarnych getrach.

## Sukcesy

### Trofea międzynarodowe
Nie uczestniczył w rozgrywkach europejskich (stan na 31-05-2020).

### Trofea krajowe
| \| \| Zdobyte trofea w rozgrywkach Włoch (stan na: 31-08-2020) \| |                                                          |      |          |
| Rozgrywki                                                         | Osiągnięcie                                              | Razy | Sezon(y) |
| · Mistrzostwo                                                     | I miejsce                                                | 0    |          |
| · Mistrzostwo                                                     | II miejsce                                               | 0    |          |
| · Mistrzostwo                                                     | III miejsce                                              | 0    |          |
| · Puchar                                                          | zdobywca                                                 | 0    |          |
| · Puchar                                                          | finalista                                                | 0    |          |
| · Puchar                                                          | 1/128 finału                                             | 1    | 1940/41  |
| II liga                                                           | I miejsce                                                | 0    |          |
| II liga                                                           | II miejsce                                               | 0    |          |
| II liga                                                           | III miejsce                                              | 0    |          |
| Włochy                                                            | Zdobyte trofea w rozgrywkach Włoch (stan na: 31-08-2020) |      |          |

- Serie C (D3):
  - 10.miejsce (1x): 1940/41 (D)

## Struktura klubu

### Stadion
Klub piłkarski rozgrywał swoje mecze domowe na Campo Sportivo Corso Ricci w mieście Savona.

### Derby
- Albenga Calcio 1928
- Baia Alassio Calcio
- FBC Veloce 1910
- ASD Imperia
- Pro Savona Calcio
- Sanremese Calcio
- ASD Speranza FC 1912
- Ventimigliese Calcio